# Santa Catalina (Jujuy)
Santa Catalina è un comune (comisión municipal in spagnolo) dell'Argentina, appartenente alla provincia di Jujuy, capoluogo del dipartimento omonimo. È il comune più a nord di tutta l'Argentina.
In base al censimento del 2001, nel territorio comunale dimorano 1.350 abitanti, con una diminuzione del 24,91% rispetto al censimento precedente (1991). Di questi abitanti, il 53,7% sono donne e il 46,30% uomini. Nel 2001 la sola città di Santa Catalina, sede municipale, contava 332 abitanti.